# Samsung Galaxy Ace
Samsung Galaxy Ace — смартфон компании Samsung Electronics на базе ОС Android, являющийся одним из самых популярных смартфонов от Samsung. Эта модель коммуникатора появилась на российском рынке в феврале 2011 года.

## Внешний вид
Внешне Samsung Galaxy Ace представляет собой классический моноблок с сенсорным дисплеем.

## Аккумулятор
Телефон поставляется с литий-ионным аккумулятором ёмкостью 1350 мАч.
Заявленное производителем время работы:
- Режим разговора: до 10 ч (2G) / до 6 ч (3G)
- Режим ожидания: до 640 ч (2G) / до 500 ч (3G).

## Дисплей
Диагональ дисплея Samsung Galaxy Ace составляет 3,5 дюйма. Разрешение — 320×480 пикселей. Дисплей смартфона выполнен по технологии TFT LCD и отображает 16,7 млн оттенков цветов. Сенсор поддерживает Дуал-тач (Двойное прикосновение одновременно) и Мультитач (Выполнение различных задач при поочерёдном прикосновении к дисплею или прикосновением к дисплею сразу двумя пальцами одновременно).

## Фотокамера
Единственная камера в металлической окантовке расположена в верхнем левом углу на задней панели телефона. Камера в 5 мегапикселей позволяет делать снимки в хорошем качестве, автофокус позволяет делать фотографии чёткими, а светодиодная вспышка позволит делать снимки даже при плохом освещении. Максимальное разрешение фотографий, сделанных с камеры смартфона, 2592×1944 пикселей. Присутствует запись видеороликов с максимальным разрешением ролика для прошивки на базе Android 2.2.x — 320×240 пикселей с частотой до 15 кадров/с, а на базе Android 2.3.x — 640×480 пикселей с частотой до 24 кадров/с.

## Аппаратная часть
Samsung Galaxy Ace оснащён процессором Qualcomm MSM7227T с частотой 800 МГц и встроенным видеоускорителем Adreno 200.
Оперативная память аппарата — 384 МБ (доступно 278 МБ), постоянная память — 180 МБ (доступно 158 МБ). Поддерживаются карты памяти MicroSD, объёмом до 32 ГБ. Доступна «горячая замена» карты памяти благодаря её удобному расположению на правой боковой части смартфона.

## Программная часть
Аппарат работает под управлением ОС Android версии 2.2 Froyo, однако доступно обновление ПО до версии 2.3.6.1 (подтип версии 2.3.6, отображается как 2.3.6) Gingerbread . Установлен фирменный интерфейс от Samsung TouchWiz 3.0 и клавиатура Swype.
С марта 2012 года, через приложение Samsung Kies, доступно автоматическое обновление ПО до версии 2.3.6.1 (подтип версии 2.3.6, отображается как 2.3.6) Gingerbread.
В настоящий момент также доступны несколько версий CyanogenMod и ведутся работы по внедрению поддержки интерфейса MIUI.
На состояние 2014 года уже существует CyanogenMod11 с версией Android 4.4. Последняя стабильная доступная версия для этого устройства Cyanogen Mod 7.2 на основе Android 2.3.7.

## Недостатки
Часть пользователей столкнулась с проблемами работы устройства при включенном Wi-Fi-интерфейсе, Galaxy Ace «зависает», если его вынести из зоны действия Wi-Fi-сети, при этом устройство остается зарегистрированным в GSM-сети и принимает входящие вызовы, однако не работает ни экран, ни звук, и визуально устройство кажется выключенным. Данная проблема получила название Sleep Of Death (Сон смерти). Впоследствии выяснилось, что на некоторых устройствах можно избежать зависания, изменив в настройках Политику спящего режима Wi-Fi в положение При выключении экрана.
Также выявлены проблемы при обновлении. После обновления системы на смартфоне появляются дополнительные приложения, занимающие большое количество свободной памяти в ОЗУ. Отмечены случаи, в которых смартфон после обновления не запускался, точнее зависал при запуске. Данная проблема устраняется только перепрошивкой системы.

## Версии

### Samsung Galaxy Ace (GT-S5830i)
Обновленная версия Galaxy Ace, добавление буквы «i» в индексе указывает на замененный процессор Qualcomm MSM7227T 800 МГц с устаревшим графическим ускорителем Adreno 200, на более новый Broadcom BCM21553 832 МГц с встроенным видеоядром VideoCore IV («Broadcom Videocore 4» вместо «Qualcomm Adreno 200»). Данная модель плавно заменила на рынке первую версию смартфона (GT-S5830).

### Samsung Galaxy Gio (GT-S5660)
Samsung Galaxy Gio был представлен вместе с Samsung Galaxy Ace и является его «урезанной» версией. Смартфон практически полностью повторяет характеристики Samsung Galaxy Ace, за исключением более низкого разрешения камеры — 3,2 мегапикселя, отсутствием вспышки и более низкой диагонали дисплея (3,2").

### Samsung Galaxy Ace Plus (GT-S7500)
3 января 2012 года компания Samsung представила обновлённую версию смартфона Galaxy Ace. Отличия включают в себя новый процессор, на этот раз Qualcomm MSM7227A, тактовая частота которого составила 1 ГГц, а графический ускоритель вернулся с оригинального Асе. Количество оперативной памяти до 512 МБ и встроенной до 3 ГБ. Также на 0,15" увеличилась диагональ дисплея. Модель слегка поменялась внешне и получила к названию приставку Plus.

### Samsung Galaxy Ace 2 (GT-i8160)
21 февраля 2012 года компания Samsung Electronics представила обновлённую версию смартфона Galaxy Ace. Отличия включают в себя двухъядерный процессор с тактовой частотой 800 МГц, увеличенный объём оперативной (768 МБ) и постоянной (4 ГБ) памяти, в обновлённой модели также присутствуют фронтальная камера с VGA-разрешением (0,3 мегапикселя), навигационная система ГЛОНАСС, а также более ёмкий аккумулятор — 1500 мАч. Диагональ дисплея в Galaxy Ace 2 увеличена, по сравнению с Galaxy Ace, до 3,8". В модели слегка изменился дизайн, и она получила к названию порядковый номер 2.

### Samsung Galaxy Ace Duos (GT-S6802)
Полностью повторяющая характеристики смартфона Samsung Galaxy Ace модель, за исключением наличия двух слотов для SIM-карт, бо́льшего объёма оперативной (512 МБ) и постоянной (3 ГБ) памяти, навигационной системы ГЛОНАСС, а также отсутствия вспышки и датчика приближения. Смартфон поддерживает одновременную работу с двумя SIM-картами в режиме ожидания (используется один радиомодуль).

### Samsung Galaxy Ace 3 (GT-S7270)
Примечателен более свежей версией операционной системы Android 4.2 и тем, что он выходит на рынок сразу в двух версиях — с поддержкой двух SIM-карт и с поддержкой LTE, но уже одной SIM-картой. В остальном аппарат ординарный: он обладает 4-дюймовым TFT-экраном с разрешением 480×800 точек, 5-мегапиксельной камерой, двухъядерным процессором, 1 ГБ оперативной памяти.

### Samsung Galaxy Ace Style LTE (SM-G357FZ)
Телефон имеет полоску сзади и такие характеристики: 4,3-дюймовый Super AMOLED-дисплей с разрешением 480×800 пикселей, четырехъядерный процессор с тактовой частотой 1,2 ГГц, 135 МБ оперативной и 8 ГБ встроенной памяти (доступно 4,8 ГБ памяти), расширяемой при помощи microSD,  фронтальную камеру 1,3 Мп и 5-мегапиксельную основную камеру с автофокусом и вспышкой, модули Bluetooth 4.0, Wi-Fi b/g/n, LTE 4G, NFC, а также аккумулятор на 1900 мАч. Работает под управлением Android 4.4.4 KitKat.

### Samsung Galaxy Ace 4 (SM-G313HU)
Телефон имел возможность вставить две SIM-карты, основную камеру на 5 МП, Android 4.4.4, TFT-дисплей с разрешением 480х800 пикселей, 4 ГБ встроенной памяти, с возможностью расширения с помощью карты microSD, Wi-Fi, Bluetooth, 3G.

### Samsung Galaxy Ace 4 Neo (SM-G318H)
Телефон поставлялся в двух цветах: белый хромовый и темно-синий, имеющий такие характеристики: 4-дюймовый дисплей с разрешением 480×800 пикселей, двухъядерный процессор с тактовой частотой 1,2 ГГц, 454 МБ оперативной и 4 ГБ встроенной памяти, расширяемой при помощи microSD, тыловую 3 мегапиксельную камеру с вспышкой без автофокуса, модули Bluetooth, WI-FI, 3G, а также аккумулятор на 1500 мАч. Работает под управлением Android 4.4.4 KitKat.